# Рор (Средняя Франкония)
Рор (нем. Rohr) — община в Германии, в земле Бавария.
Подчиняется административному округу Средняя Франкония. Входит в состав района Рот. Население составляет 3532 человека (на 31 декабря 2010 года). Занимает площадь 46,51 км².
Коммуна подразделяется на 17 сельских округов.

## Население
По оценке на 31 декабря 2015 года население общины Рор составляет 3637 чел. 

| Дата      | 1840 | 1871 | 1900 | 1925 | 1939 | 1950 | 1961 | 1970 | 1987 | 2011 |
| --------- | ---- | ---- | ---- | ---- | ---- | ---- | ---- | ---- | ---- | ---- |
| Население | 1902 | 2182 | 1923 | 2032 | 1954 | 2832 | 2254 | 2503 | 2809 | 3551 |

| Год       | 1960 | 1970 | 1980 | 1990 | 2000 | 2009 | 2010 | 2011 | 2012 | 2013 | 2014 | 2015 |
| --------- | ---- | ---- | ---- | ---- | ---- | ---- | ---- | ---- | ---- | ---- | ---- | ---- |
| Население | 2461 | 2521 | 2654 | 2899 | 3262 | 3503 | 3532 | 3542 | 3548 | 3598 | 3566 | 3637 |